# Григорије Војловички Синаит
Григорије Војловички Синаит (Грчка, 14. век — Србија) по пореклу Грк, био је један од Синаита, који је пребегао у Србију Светог кнеза Лазара и деспота Стефана, скраја 14 века, и био житељ пустих шума војловичких, код данашњег Панчева. Овај Григорије Војловички могао би бити, премда о томе немамо никаквих директних података, један од монаха синаита из круга ученика преподобног Ромила и Григорија Млађег. О томе у манастиру Војловици постоји предање да су 1771. године постојале, а и касније, постоје мошти неког Григорија Синаита које почивају „во гробје, в земљи”, овог манастира.
Њега неки поистовећују са личношћу Григорија Ћутљивог.  Да су то мошти Григорија Ћутљивог, мислило се све до 1719. године када се у московском штампаном издању апостола нашла посвета која означава припадност ове књиге Војловичком манастиру у коме су мошти Григорија Синаита, а истовремено се помињу и мошти Григорија Ћутљивог.

## Живот
Рођен је у Грчкој у 14. веку, где је једно време и живео. Потом је прешао да живи у Србији у славно доба ученика преподобног Григорија Старијег Синаита, чијег духа је он био настављач.
Подвизавајући се узвишеним монашким подвигом, овај, славни Христов монах, био је житељ пустих шума војловичких, код данашњег Панчева, где је можда већ у његово време, на прелазу 14-ог у 15-и век, устројен манастир Светих Арханђела у Војловици, чији оснивачи су по једном предању били деспот Стефан Лазаревић, син кнеза Лазара, 1383. или 1405. године. Док историјски подаци говоре да су за његово оснивање заслужни монаси Синаити и избеглице после битке код Лебана, где су њихови манастири били уништени, на челу са Николом Скобаљићем, вазалом деспота Стефана прешавши Дунав, и носећи са собом иконостас напуштеног манастира Војловац.

## Мошти у манастиру Војловица
За мошти у манастиру Војловица Ђ. Радојичић претпоставља (да ако се заиста ради о моштима Григорија Млађег), онда су оне биле пренете после друге сеобе Срба (1738) за време повлачења из Србије. Но он с правом поставља питање: ако су то мошти Григорија Горњачког пренете у Војловицу привремено због повлачења од Турака, зашто би их онда закопавали у земљу?
Л. Павловић као доказ да се ту ради ипак о неком другом Григорију наводи запис на штампаном апостолу у Москви 1719. године (запис је из 19. века), у коме се каже да та књига припада општежитељном Војловичком манастиру у коме су мошти преподобног Григорија Синаита; док се у исто време помињу Григоријеве мошти у Горњаку.
Веома је вероватно да су мошти Григорија Ћутљивог, сагласно сведочанству светогорског проте Гаврила Хиландарца (16 век.) у житију Нифона II патријарха Цариградског, биле неко време у манастиру Решковици (целе или један део), а да се овде ради о неком другом Григорију, који је припадао такође кругу монаха Синаита. Ту претпоставку потврђује и чињеница да је манастир Војловицу подигао кнез Лазар, после заузимања земаља око Дунава (1383).
Постоји још један Григорије који се поистовећује са Григоријем Ћутљивим: преподобни Григорије Куманички, Он се обично празновао кад и Григорије Горњачки (7. децембра). И година смрти им се поклапа (1406). Постоји предање да је био из породице Немањића, Л. Павловић претпоставља да би он могао бити ктитор манастира Григоријата, чије су мошти Срби монаси, за време великог пожара 1761. однели заједно са његовом биографијом с његовим потписом из 1405. и пренели их у манастир Куманицу на Лиму.. 

Тако би и овај Григорије Војловички могао бити, премда о томе немамо никаквих директних података, један од монаха Синаита из круга ученика преподобног Ромила и Григорија Млађег. На то указују и антрополошка истраживања извршена 29. августа 2017 године у припрати манастирске цркве манастира Војловице. Екипом стручњака је руководио професор Србољуб Живановић из Лондона, који је том приликом констатовао: 
Антрополошким и палеопатолошким прегледом моштију утврђено је да је скелет извађен из гробнице у Војловици мушког пола. Та особа је у моменту смрти била стара између 35 и 40 година . Кости су имале карактетистичну, светлу, светачку боју и из њих се приликом прегледа ширио благи светачки мирис. Мошти су припадале особи која је живела крајем XIV или почетком XV века. Телесна висина је била око 175 цм. На више костију скелета виде се трагови сагоревања услед неког пожара који је захватио цркву и тај гроб, после времена сахрањивања. Лева подлактица је за живота била благо деформисана. На осталим деловима скелета нису запажене деформације. Епигенетске карактеристике остатака лобање и дугих костију показују да је та особа била медитеранског, грацилног типа и да је потицала са неког од грчких острва или пак из северне Африке.
Његове свете мошти су 1984. године извађене из гроба, а касније часно положене у манастирској цркви, ради благослова свима који им притичу с вером, Изнад гробнице налази се једна мраморна плоча, која је донесена са једног гроба особе сахрањене на манастирском гробљу у позније време.